# Helina jiaodingshanica
Helina jiaodingshanica är en tvåvingeart som beskrevs av Feng 2004. Helina jiaodingshanica ingår i släktet Helina och familjen husflugor. Inga underarter finns listade i Catalogue of Life.